# Lombardo Boyar
Lombardo Boyar (El Paso (Texas), 1 december 1973) is een Amerikaans acteur, stemacteur en stand-upkomiek.

## Biografie
Boyar werd geboren en groeide op in El Paso (Texas.
Boyar begon in 1996 met de korte film Rant, hierna heeft hij nog meer dan 100 rollen gespeeld in films en televisieseries zoals EDtv (1999), Rocket Power: Race Across New Zealand (2002), Rocket Power (1999-2004), Over There (2005) en The Bernie Mac Show (2001-2006).

## Filmografie

### Fims
Selectie:
- 2025 The Accountant 2 - als Tomas
- 2017 Coco - als Plaza Mariachi / Gustavo (stem)
- 2016 Bad Santa 2 - als valetbaas
- 2014 Dawn of the Planet of the Apes - als Terry
- 2011 Happy Feet Two – als Raul (stem)
- 2011 Group Sex – als Ramon
- 2008 Beverly Hills Chihuahua – als biddende hond (stem)
- 2008 What Just Happened? – als beveiliger bij studio
- 2006 Happy Feet – als Raul (stem)
- 2002 S1m0ne – als paparazzi fotograaf
- 2002 Rocket Power: Race Across New Zealand – als Lars Rodriguez (stem)
- 2000 Gone in 60 Seconds – als ambulancebroeder
- 1999 Candyman: Day of the Dead – als Enrique
- 1999 EDtv – als New Yorkse man
- 1998 Gia – als gangster

### Televisieseries
Uitgezonderd eenmalige gastrollen.
- 2021-2022 S.W.A.T. - als rechercheur Rios - 4 afl.
- 2022 Green Eggs and Ham - als diverse stemmen - 5 afl.
- 2020-2022 Station 19 - als Johnny Alvarez - 3 afl.
- 2021 Mayor of Kingstown - als Jimmy - 2 afl.
- 2020 Better Things - als Jose - 2 afl.
- 2014-2016 Murder in the First - als Edgar Navarro - 32 afl.
- 2014 Jessie - als Boomer - 3 afl.
- 2007-2008 Notes from the Underbelly – als Hector – 3 afl.
- 2001-2006 The Bernie Mac Show – als Chuy – 34 afl.
- 2005 Over There – als Sergio Del Rio – 9 afl.
- 1999-2004 Rocket Power – als Lars Rodriguez – 37 afl.
- 2003 24 – als Ramon Garcia – 2 afl.
- 2003 Kingpin – als Romulo – 2 afl.
- 1998-1999 Silk Stalkings – als man op auto – 3 afl.
- 1996-1997 Dangerous Minds – als Fatty – 2 afl.

### Computerspellen
- 2011 Call of Juarez: The Cartel – als Flaco
- 2008 Turok – als Gonzales
- 2006 Happy Feet – als Raul
- 2004 The Chronicles of Riddick: Escape from Butcher Bay – als Theo / Zlonzo / Barassa

- International Standard Name Identifier: 0000 0000 4797 5623
- Library of Congress Control Number: no2004107523
- Virtual International Authority File: 55149106174368491341